# Lučko
Lučko ist eine Siedlung im Stadtteil Novi Zagreb-Zapad. Sie liegt in der Kroatischen Gespanschaft Stadt Zagreb und befindet sich in der Nähe des Flugplatzes Zagreb/Lučko. Lučko hat 3351 Einwohner und ist 6,91 km² groß.

## ATJ Lučko
Antiteroristička jedinica Lučko (Antiterroreinheit Lučko), kurz ATJ Lučko, ist eine Spezialeinheit der Polizei. ATJ Lučko bekämpft Terrorismus und befreit Geiseln. ATJ Lučko wurde um 1990 gegründet.

## Autobahn
Lučko ist ein wichtiger Ort für die Verbindung vom restlichen Kroatien und Zagreb. Lučko hat eine Mautstelle und eine Autobahnkreuzung, die Luöko mit einer örtlichen Straße und mit zwei Autobahnen verbindet. Nämlich A1, A3 und die Jadranska avenija.

## Sport
Lučko hat ein Fußballteam namens NK Lučko Zagreb, welches in der zweithöchsten Fußballliga Kroatiens spielt.